# Encefalitis herpética
La encefalitis herpética  (HSE, por sus siglas en inglés) es un tipo de encefalitis asociada al virus del herpes simple (VHS). La encefalitis herpética es una infección grave del sistema nervioso central. Se estima que afecta al menos a 1 de cada 500 000 individuos por año. La mayoría de los casos de encefalitis herpética son causadas por virus herpes simplex tipo 1, el mismo virus que produce las erupciones labiales. Un 90 % de los adultos están infectados con VHS-1, el cual se disemina entre la población por contacto casual, aunque la mayoría de las personas infectadas nunca llegan a ser sintomáticas. Sólo un 10 % de los casos de encefalitis herpética se debe a VHS-2, el cual se contagia vía contacto sexual. Uno de cada 3 casos resultan de una infección primaria por VHS-1, predominando en individuos menores de 18 años, mientras que los otros 2/3 ocurren en personas seropositivas, algunas de las cuales tienen historia de herpes sintomático recurrente. Aproximadamente 50 % de los individuos que desarrollan VHS tienen más de 50 años.
La encefalitis herpética es causada por transmisión retrógrada del virus desde un lugar periférico, reactivándose y viajando a través de los axones nerviosos hasta el tejido cerebral. El virus permanece en un estado latente en los ganglios del nervio trigémino, y por ciertos factores ambientales y otros mecanismos inmunológicos poco claros ocurre la reactivación de la infección. El nervio olfatorio pudiese estar involucrado con la encefalitis herpética lo cual puede explicar su afinidad por el lóbulo temporal del cerebro (las ramas del tracto olfatorio viajan por allí). En los caballos, un polimorfismo de nucleótido único en una base nucleótida es suficiente para permitir que ocurra la enfermedad neurológica, en los humanos no se ha podido encontrar un mecanismo similar.

## Signos y síntomas
La mayoría de los individuos con encefalitis herpética muestran una disminución en el grado de consciencia y un estado mental alterado, mostrando confusión y cambios de personalidad. En el laboratorio se puede encontrar un aumento en el recuento de glóbulos rojos en el líquido cefalorraquídeo, con niveles de glucosa relativamente normal y sin la presencia de patógenos fúngicos ni bacteriales. Los pacientes generalmente presentan fiebre y en algunos casos, convulsiones.
La actividad eléctrica del cerebro cambia según la evolución de la enfermedad, primero se muestran anormalidades en uno de los lóbulos temporales del cerebro, el cual se disemina al otro lóbulo contralateral 7 a 10 días después.
Las imágenes obtenidas por resonancia magnética o por TAC muestran cambios característicos en los lóbulos temporales. El diagnóstico definitivo requiere una punción lumbar para realizar el análisis del LCR en búsqueda de la presencia del virus. El análisis de la muestra obtenida requiere varios días, de modo que los pacientes con sospecha de encefalitis herpética deberían ser tratados con aciclovir inmediatamente, sin esperar los resultados de los exámenes.

## Tratamiento y secuelas
La encefalitis herpética puede ser tratada con altas dosis de aciclovir vía parenteral. Sin tratamiento, la encefalitis provoca una rápida muerte en un 70 % de los casos, los sobrevivientes quedan con graves secuelas neurológicas. Cuando los pacientes son tratados, la encefalitis resulta letal en 1 de cada 3 casos, y causa severas secuelas en la mitad de los sobrevivientes. Un 20 % de los pacientes sólo sufren leves secuelas. Sólo una pequeña parte de los afectados que han recibido tratamiento (2.5 %) recuperan completamente la función cerebral. Raramente, los pacientes tratados pueden sufrir una recidiva dentro de las semanas y meses después. Otros virus pueden causar síntomas similares, aunque más leves (Human herpesvirus 6, virus varicela-zóster, virus de Epstein-Barr, Citomegalovirus, coxsackievirus, etc.)